# Venerea
Venerea är ett svenskt punkband, bildat i Falkenberg 1991.

## Biografi
Venerea bildades i Falkenberg 1991 och hette från början Venereal Disease. Bandet spelade mestadels covers på band som Bad Religion, Gang Green och The Ramones. Två demoinspelningar följde därefter, 1992 års From Beer to Eternity och 1993 års The Second Cuming of Venereal Disease.
Bandnamnet nedkortades till Venerea och tre EP-skivor gavs ut på Brööl Records: Hullabaloo (1994), Shake Your Booty (1995) och Swollen (1996).
Bandet lämnade Brööl och kontrakterades av den tyska skivetiketten Gift of Life. 1997 kom debutalbumet Both Ends Burning, som följdes av turnéer i Europa.
Ytterligare två fullängdsalbum följde: Losing Weight, Gaining Ground (2000) och Out in the Red (2003). I anslutning till dessa skivor turnerade bandet tillsammans med bl.a. Ten Foot Pole och Ignite.
Bandet kontrakterades därefter av svenska Bad Taste Records, som utgav albumet One Louder (2005). Skivan blev bandets enda för Bad Taste Records och istället skrev man på för Concrete Jungle Records, som utgav studioalbumet Lean Back in Anger (2010).
2016 släppte bandet albumet Last Call for Adderall via Destiny Records.